# 下河原線
下河原線（しもがわらせん）は、かつて日本国有鉄道（国鉄）が運行していた、中央本線（後に武蔵野線）の支線の通称である。東京都国分寺市の国分寺駅から東京都府中市の東京競馬場前駅までの旅客線と、東京競馬場前駅の少し国分寺駅よりから分岐していた下河原駅（京王線中河原駅南東に位置した）までの貨物線からなっていた。東京競馬場線とも称されていた。
1973年（昭和48年）4月1日に開業した武蔵野線とルートが重複するため、その前日の3月31日を最後に旅客営業を終え、貨物線も1976年（昭和51年）に廃止された。

## 歴史
多摩川の砂利を運搬する目的で1910年に「東京砂利鉄道」として開業した。現在の東京都国分寺市と府中市の市域を通っており、府中市にとっては最初の鉄道路線であった。1920年、鉄道省が東京砂利鉄道を買収し、採取した砂利を神田駅-上野駅間の高架鉄道建設に使用した。1921年に一旦営業廃止され、国分寺駅の構内扱いとなったが、1933年に東京競馬場が開設されたことから翌年、同競馬場アクセスのために東京競馬場前駅を建設の上、旅客線として営業再開。その後、残部も貨物線として営業再開された。
終点の東京競馬場前駅は南武線府中本町駅の南方200 m程の場所に位置していた。
武蔵野線を建設するにあたって、当線に沿って建設することに決まり、武蔵野線にその機能を譲る形で国分寺駅 - 東京競馬場前駅間は武蔵野線開業日の1973年4月1日に廃止された。残りの貨物線（北府中駅 - 下河原駅間）は武蔵野線に編入されるが、3年後に廃止された。

### 年表
- 1910年（明治43年）
  - 2月24日 専用鉄道免許状下付[6][7]。
  - 月日不詳 東京砂利鉄道の専用鉄道として国分寺駅 - 下河原駅間開業[8]
- 1914年（大正3年）4月 多摩川の出水により運行休止[6]
- 1916年（大正5年）10月 陸軍工兵隊により修復されて同部隊に借り上げられ、軍用鉄道として使用される[6]。
- 1920年（大正9年）
  - 5月25日 国有鉄道（鉄道省）が東京砂利鉄道を買収[9]
  - 5月26日 中央本線貨物支線として国分寺駅 - 下河原駅間（4.2 M≒6.76 km）が開業[10]。
- 1921年（大正10年）12月1日 国分寺駅 - 下河原駅間廃止[11]、国分寺駅構内側線扱いとなる[8]。
- 1934年（昭和9年）
  - 4月2日 国分寺駅 - 東京競馬場前駅間（5.6 km）開業。競馬開催日に限り旅客輸送[12]。
  - 11月6日 国分寺駅 - 東京競馬場前駅間に富士見仮信号場を開設[3]。
- 1944年（昭和19年）10月1日 営業休止[13]。この頃から富士見仮信号場内の乗降場（俗称「東芝前」）間に工員専用電車が運転される[8]（国分寺駅構内扱い。東芝府中事業所が下河原線すぐ西側にある[2]ため）。
- 1947年（昭和22年）4月24日 営業再開[14]。
- 1949年（昭和24年）
  - 1月21日 国分寺駅 - 東京競馬場前駅間に富士見仮乗降場開業[3]。
  - 月日不詳 国分寺駅 - 東京競馬場前駅間での通年営業を開始[8]。
- 1952年（昭和27年）7月1日 富士見仮乗降場を廃止し、北府中信号場に変更。貨物支線として国分寺駅 - 下河原駅間（7.1 km）が開業[3]（国分寺駅 - 北府中駅間は重複区間）。
- 1956年（昭和31年）9月1日 北府中信号場を駅に変更して北府中駅開業[3]。下河原方面の貨物支線の起点を国分寺駅から北府中駅に変更。国分寺駅 - 北府中駅間（3.1 km）は旅客/貨物営業となる（実際の分岐点はさらに1.5 kmほど先であるが北府中駅構内扱い）。
- 1959年（昭和34年） - 多摩川の砂利採取終了[15]。
- 1973年（昭和48年）4月1日 武蔵野線府中本町駅 - 新松戸駅間開業に伴い、国分寺駅 - 北府中駅 - 東京競馬場前駅間（5.6 km）廃止[3]。北府中駅 - 下河原間の貨物支線を武蔵野線に編入[8]
- 1976年（昭和51年）9月20日 武蔵野線貨物支線 北府中駅 - 下河原駅間（3.8 km）廃止[3]。

## 駅一覧
接続路線の事業者名は当区間廃止時。全駅が東京都多摩地域に所在。

### 本線
| 駅名           | 駅間キロ | 営業キロ | 接続路線               | 所在地   |
| -------------- | -------- | -------- | ---------------------- | -------- |
| 国分寺駅       | -        | 0.0      | 日本国有鉄道：中央本線 | 国分寺市 |
| 北府中駅       | 3.3      | 3.3      | 下河原支線貨物線       | 府中市   |
| 東京競馬場前駅 | 2.3      | 5.6      |                        | 府中市   |

### 貨物線
- 全駅が府中市に所在

| 駅名     | 駅間キロ | 営業キロ | 接続路線                             |
| -------- | -------- | -------- | ------------------------------------ |
| 北府中駅 | -        | 0.0      | 日本国有鉄道：中央本線下河原支線本線 |
| 下河原駅 | 3.8      | 3.8      |                                      |

## 使用車両
廃止直前時点において、閑散時は豊田電車区所属のクモハ40071, 074のどちらかが単行（1両編成）で運用されていた。ラッシュ時及び競馬開催時には101系の5両編成で運行されていた。なお、101系の検査時には中原電車区より72系の5両編成を借り入れて運行していた。また、競馬開催日には東京駅や総武線からの直通列車が101系7両編成で運転されたこともあった。1973年3月31日、父親に連れられ利用した原武史は、旅客運転終了を惜しむ鉄道ファンらで混雑していたこと、101系が運行されていたことを回想している。
貨物列車は八王子機関区のDD13形ディーゼル機関車が受け持っていた。

## 遺構
廃止後、跡地の多くは「下河原緑道」と呼ばれる遊歩道に整備されたり、団地の敷地に利用されたりしており、一部では記念として線路が残されている所もある。廃止後も、しばらくは中央線から武蔵野線方面へと南進する痕跡を確認することができた。その後、西国分寺駅周辺の再開発に伴い痕跡はあらかた消滅したが、それでも付近の航空写真にて、わずかながら府中街道西側の建物の立ち方などに痕跡を見ることができる。
駅施設では、国分寺駅にはしばらく短い島式ホームが残されていたが、1988年の駅ビル工事に伴い完全に撤去された。
レールは中央線の国分寺駅 - 西国分寺駅間において側線のようにして残っていたが、2009年1月下旬に行われた架線柱工事において撤去され、最後の廃線跡も消滅した。これは同線の廃止後も国鉄の教育施設中央鉄道学園への引き込み線として利用されていた線路の一部で、学園の廃止後も中央線に沿っていた部分が草に埋もれながらも残されていたものであった。
だがレール撤去後も切通し区間の一部で防草シートの下にバラスト（砕石）や枕木等が残っている。
2005年4月からのNHK制作の小学生3・4年向け社会科教育番組『しらべてゴー!』第1回「まちに?がいっぱい」で、下河原線が取り上げられている。

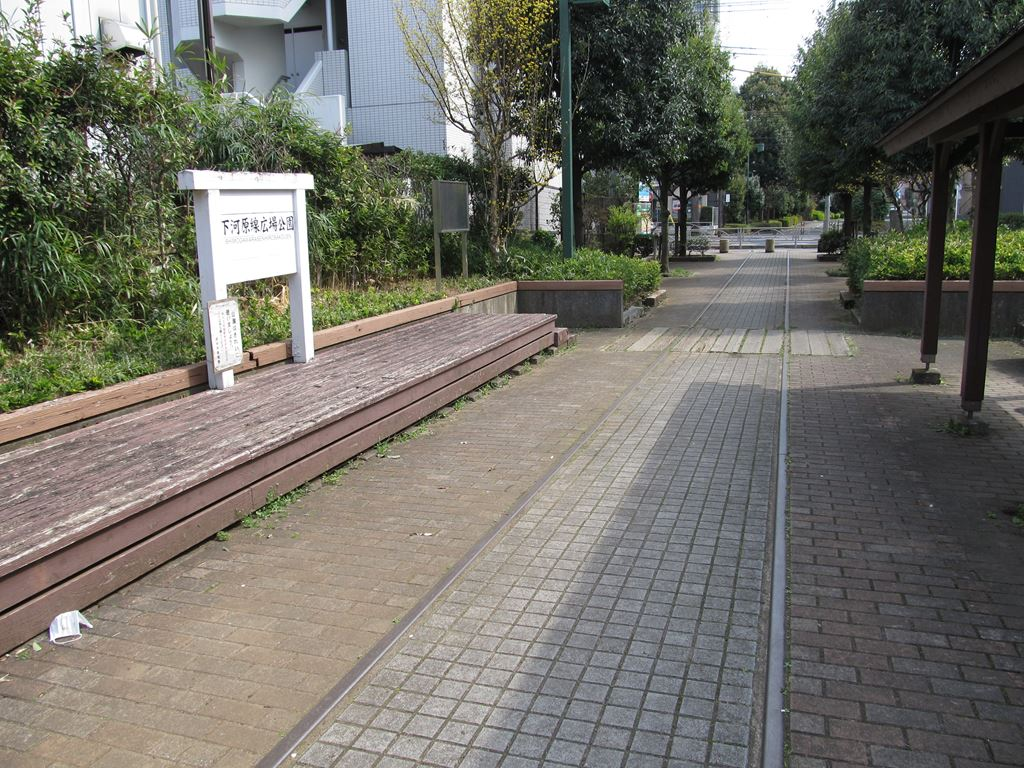
使用されていた線路。跡地は公園や緑道となっている。
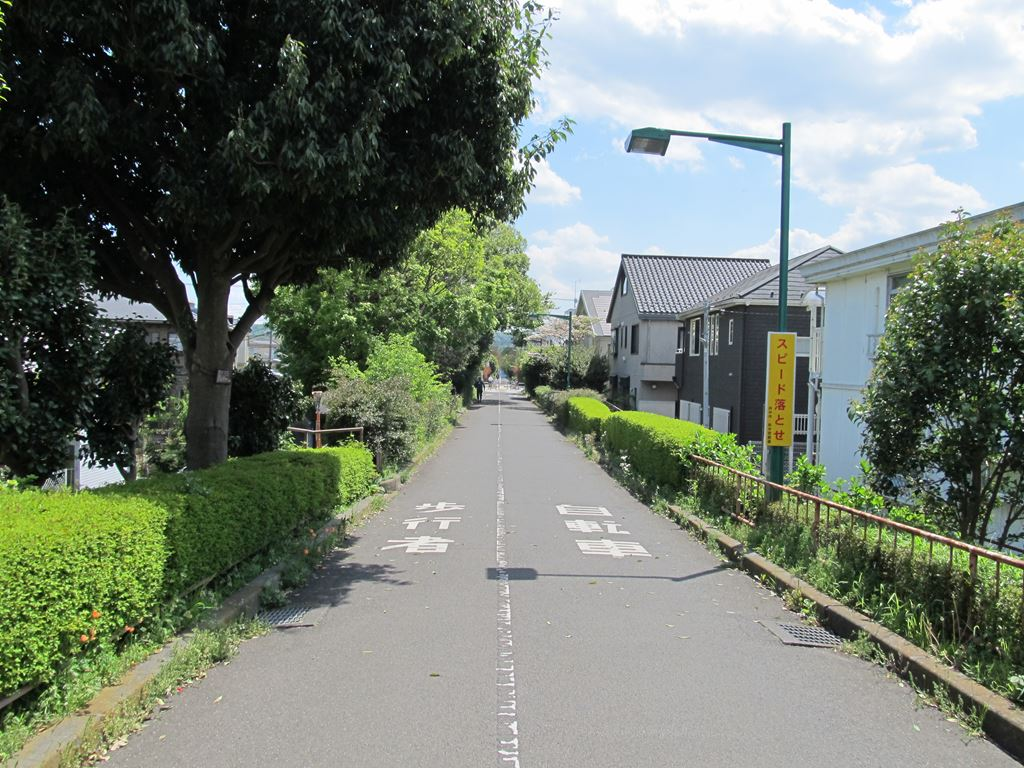
南武線を跨いだ下り坂部分
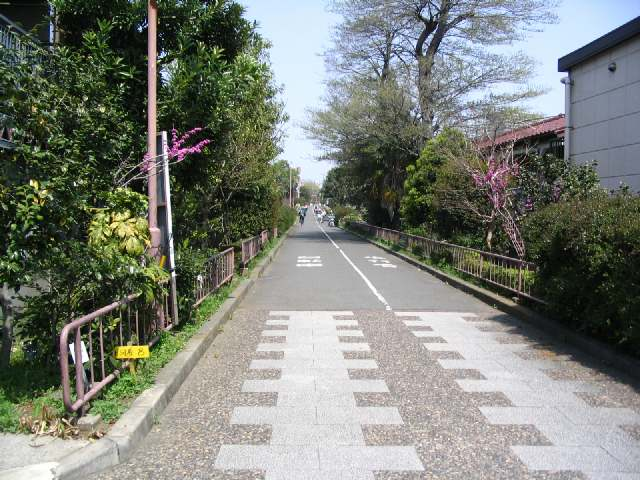
鎌倉街道旧道との交差部付近
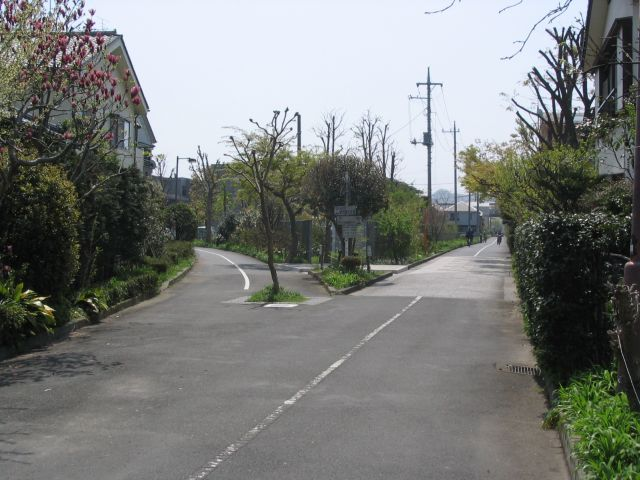
競馬場・下河原への分岐部付近